# Nusplingen (Stetten am kalten Markt)
Nusplingen ist ein Teilort der Gemeinde Stetten am kalten Markt im Landkreis Sigmaringen in Baden-Württemberg.

## Geographie

### Geographische Lage
Der Ort Nusplingen liegt rund 1,9 Kilometer ostsüdöstlich des Zentrums von Stetten am kalten Markt an der Straße nach Gutenstein. Nusplingen liegt auf dem Großen Heuberg und gehört zum Naturpark Obere Donau.

## Geschichte
Die erste urkundliche Erwähnung stammt aus dem Jahr 842. Salomon und seine Mutter Meginrada vermachen ihren Besitz dem Kloster St. Gallen.
Ab Mai 1342 begann die gemeinsame Geschichte von Stetten und Nusplingen, als Graf Heinrich von Hohenberg Nusplingen mit Stetten an die Herren von Jungingen verkaufte.
Nusplingen war selbstständige Gemeinde im badischen Bezirksamt Meßkirch und gehört darüber zum Badischen Seekreis.
Im Zuge einer von den Nationalsozialisten verfügten Verwaltungsreform wurde Nusplingen zum 1. April 1936 nach Stetten am kalten Markt eingemeindet. Über dieses gehörte es ab 1939 zum Landkreis Stockach und ab 1973 zum Landkreis Sigmaringen.

### Einwohnerentwicklung
Der Ort ist mit 226 Einwohnern (Stand: 30. Juni 2014) der kleinste Teilort der Gemeinde.
| Jahr | Einwohnerzahlen |
| ---- | --------------- |
| 1925 | 162             |
| 2003 | 226             |
| 2010 | 245             |
| 2011 | 247             |
| 2014 | 226             |

## Kultur und Sehenswürdigkeiten

### Bauwerke
In Nusplingen befindet sich die Kath. Kapelle St. Martin (Drei-Königs-Kapelle). Erstmals wurde 889 eine dem Heiligen Martin und Leo geweihte Kapelle erwähnt. Seit Generationen wird am Tag der Heiligen Drei Könige das Patrozinium gefeiert, wie ein altes gotisches Altarbild der Anbetung der Könige am Hauptaltar belegt.